# Gig Young
Gig Young (St. Cloud, Minnesota, 4 de noviembre de 1913-Osborne Apartments, 19 de octubre de 1978) fue un actor televisivo y cinematográfico estadounidense, ganador de un Óscar.

## Inicios y carrera
Su verdadero nombre era Byron Elsworth Barr. Nació en St. Cloud, Minnesota. Sus padres eran John y Emma Barr, y se crio en Washington D. C.. Desarrolló la pasión por el teatro mientras actuaba en la escuela, y tras algunas experiencias amateur, consiguió una beca en la prestigiosa Pasadena Community Playhouse. Mientras actuaba en Pancho, una obra de Lowell Barrington, él y el actor principal de la misma, George Reeves, fueron observados por cazatalentos de Warner Bros. Ambos actores firmaron contratos con el estudio. Tras actuar en la película de 1942 The Gay Sisters, en un personaje llamado "Gig Young", al estudio le gustó ese nombre, y rebautizó a "Byron Barr" como "Gig Young".
Young actuó en papeles secundarios en numerosas películas en los años cuarenta, ganándose la popularidad con ellos. Durante la Segunda Guerra Mundial, Young estuvo un tiempo sin interpretar, pues sirvió en los Guardacostas de los Estados Unidos. Tras finalizar la contienda, dejó Warner Bros. y trabajó libremente para varios estudios, hasta conseguir finalmente un contrato con Columbia Pictures, aunque posteriormente volvió a ser independiente. Durante aquellos años Young empezó a interpretar un papel por el que se haría muy conocido, un sardónico pero atractivo y agradable borracho. En esa línea fue su interpretación de un alcohólico en la película de 1951 Come Fill the Cup (Veneno implacable), y su papel en Teacher's Pet (Enséñame a querer). Ambas películas le supusieron la nominación al Óscar al mejor actor de reparto.

## Éxito y declive
En 1955, Young fue el presentador de Warner Bros. Presents, un título que abarcaba a tres series televisivas (Casablanca, King's Row y Cheyenne), y que se emitió en la ABC. Posteriormente, protagonizó la serie de la NBC de los años 1964-1965, The Rogues, actuando junto a David Niven y Charles Boyer.
Young ganó el Óscar al mejor actor de reparto por su papel de Rocky el maestro de ceremonias del maratón de baile en la película de 1969, They Shoot Horses, Don't They?.
A partir de ese momento inició el declive, y el alcoholismo ocupó sus últimos años, haciéndole perder buenos papeles. En 1974, Young fue seleccionado para trabajar en Blazing Saddles como el Waco Kid. El director Mel Brooks lo reemplazó por Gene Wilder en el primer día de rodaje, pues estaba afectado de delirium tremens en ese momento. Young fue también elegido para hacer el papel del raramente visto pero a menudo oído Charlie Townsend en Los Ángeles de Charlie. Cuando llegó el momento de filmar el episodio piloto, Young estaba demasiado borracho para actuar. Fue rápidamente reemplazado por John Forsythe.

## Vida personal
Young estuvo casado cinco veces. Su primer matrimonio, con Sheila Stapler, duró siete años, de 1942 a 1947, año en que se divorciaron. En 1951 se casó con Sophia Rosenstein, en un matrimonio que duró solo un año, al fallecer Rosenstein por un cáncer. Tras la muerte de su segunda esposa, Young estuvo brevemente unido a la actriz Elaine Stritch.
Tras conocer a la actriz Elizabeth Montgomery mientras actuaba en un episodio de Warner Bros. Presents en 1956, los dos se casaron ese año. La unión duró seis años y finalizó entre rumores de violencia doméstica.
Young se casó con su cuarta esposa, Elaine Williams, nueve meses después de su divorcio de Montgomery. Williams estaba embarazada en el momento de la boda, y dio a luz al único hijo de Young, Jennifer, el 21 de abril de 1964. El actor consideró el nacimiento de Jennifer "un milagro", dado que a los veinticinco años, por problemas de salud, se había hecho una vasectomía, aunque durante su tercer matrimonio se había intervenido para recuperar la fertilidad, la cual no había conseguido todavía. Tras tres años de matrimonio, se divorciaron, e iniciaron una batalla legal por la custodia de su hija. El 27 de septiembre de 1978, a los 64 años de edad, Young se casó con su quinta esposa, Kim Schmidt, de 31 años, a la que había conocido en el plató de su última película, Game of Death (Juego con la muerte), donde ella trabajaba como ayudante de producción.

## Fallecimiento
El 19 de octubre de 1978, tres semanas después de su boda con Schmidt, la pareja fue encontrada muerta en su domicilio en Manhattan. La policía consideró que Young primero disparó a su mujer, y que después se disparó él, en lo que habría sido un pacto suicida. Sin embargo, tras una investigación, la policía afirmó que Young había actuado espontáneamente, y que su acción no había sido planeada. Finalmente se hizo público que el actor había recibido tratamiento psiquiátrico del controvertido psicólogo Eugene Landy.
El testamento de Young, con una herencia de 200 000 dólares, dejó su Óscar para su agente, Martin Baum. A su hija Jennifer le dejó diez dólares.[cita requerida]
Young fue enterrado en el cementerio Green Hill en Waynesville, Carolina del Norte. Por su contribución a la industria televisiva, Young tiene una estrella en el Paseo de la Fama de Hollywood, en el 6821 de Hollywood Boulevard.

## Filmografía

### Como Byron Barr
- Misbehaving Husbands (1940)
- Here Comes the Cavalry (1941)
- Sargento York (No acreditado, 1941)
- Dive Bomber (No acreditado, 1941)
- Navy Blues (No acreditado, 1941)
- One Foot in Heaven (No acreditado, 1941)
- The Tanks Are Coming (1941)
- You're in the Army Now (No acreditado, 1941)
- They Died with Their Boots On (Murieron con las botas puestas) (No acreditado, 1941)
- The Man Who Came to Dinner (No acreditado, 1942)
- Captains of the Clouds (1942)
- The Male Animal (No acreditado, 1942)
- The Mad Martindales (1942)
- The Gay Sisters (1942)

### Como Gig Young
- Air Force (1943)
- Old Acquaintance (1943)
- Practically Yours (1944)
- Love Letters (1945)
- Tokyo Rose (1945)
- Escape Me Never (1947)
- The Woman in White (1948)
- Wake of the Red Witch (La venganza del bergantín) (1948)
- Los Tres Mosqueteros (1949)
- Lust for Gold (1949)
- Tell It to the Judge (1949)
- Tarnished (1950)
- Hunt the Man Down (1950)
- Target Unknown (1950)
- Only the Valiant (Solo el valiente) (1950)
- Slaughter Trail (1951)
- Come Fill the Cup (Veneno implacable) (1951)
- Too Young to Kiss (1951)
- Holiday for Sinners (1952)
- You For Me (1952)
- The Girl Who Had Everything (1953)
- Arena (1953)
- City That Never Sleeps (La ciudad que nunca duerme) (1953)
- Torch Song (1953)
- Young at Heart (Siempre tú y yo) (1954)
- The Desperate Hours (Horas desesperadas) (1955)
- Desk Set (Su otra esposa) (1957)
- Teacher's Pet (Enséñame a querer) (1958)
- The Tunnel of Love (Mi marido se divierte) (1958)
- Ask Any Girl (Todas las mujeres quieren casarse) (1959)
- The Story on Page One (Sangre en primera página) (1959)
- That Touch of Mink (Suave como el visón) (1962)
- Kid Galahad (Piso de lona) (1962)
- Five Miles to Midnight (Un abismo entre los dos) (1962)
- For Love or Money (Tres herederas) (1963)
- A Ticklish Affair (1963)
- Strange Bedfellows (Habitación para dos) (1965)
- The Shuttered Room (¿Por qué lloras, Susan?) (1967)
- They Shoot Horses, Don't They? (1969)
- Lovers and Other Strangers (1970)
- A Son-in-Law for Charlie McReady (1973)
- Deborah (1974)
- Bring Me the Head of Alfredo García (Quiero la cabeza de Alfredo García) (1974)
- Michele (1975)
- The Killer Elite (Los aristócratas del crimen) (1975)
- The Hindenburg (Hindenburg) (1975)
- Game of Death (Juego con la muerte) (1978)

## Televisión
- The Silver Theater (1 episodio, 1950)
- Pulitzer Prize Playhouse (1 episodio, 1951)
- The Bigelow Theatre (1 episodio, 1951)
- Robert Montgomery Presents (1 episodio 1953)
- Schlitz Playhouse of Stars (1 episodio, 1953)
- Producers' Showcase (1 episodio, 1954)
- Lux Video Theatre (1 episodio, 1954)
- Warner Bros. Presents (36 episodios, 1955-1956)
- The United States Steel Hour (1 episodio, 1956)
- Climax! (1 episodio, 1957)
- Studio One (radio-TV series) (1 episodio, 1958)
- Alcoa Theatre (1 episodio, 1958)
- The Twilight Zone (1 episodio, 1959)
- The Philadelphia Story (1959)
- Ninotchka (1960)
- Shirley Temple's Storybook (1 episodio, 1960)
- The Spiral Staircase (1961)
- Alfred Hitchcock Presents (1 episodio, 1962)
- Kraft Suspense Theatre (1 episodio, 1963)
- The Rogues (5 episodios, 1964-1965)
- The Andy Williams Show (1 episodio, 1965)
- Companions in Nightmare (1968)
- The Neon Ceiling (1971)
- The Turning Point of Jim Malloy (1975)
- The Great Ice Rip-Off (1976)
- McCloud (1 episodio, 1976)
- Sherlock Holmes in New York (1976)
- Gibbsville (7 episodios, 1976)
- Spectre (1977)

## Premios y distinciones
Premios Óscar
| Año  | Categoría              | Película                       | Resultado |
| ---- | ---------------------- | ------------------------------ | --------- |
| 1952 | Mejor Actor de Reparto | Veneno implacable              | Nominado  |
| 1959 | Mejor actor de reparto | Enséñame a querer              | Nominado  |
| 1969 | Mejor actor de reparto | They Shoot Horses, Don't They? | Ganador   |

Globo de Oro
| Año  | Categoría              | Película                       | Resultado |
| ---- | ---------------------- | ------------------------------ | --------- |
| 1970 | Mejor actor de reparto | They Shoot Horses, Don't They? | Ganador   |
| 1959 | Mejor actor de reparto | Enséñame a querer              | Nominado  |

Premios BAFTA
| Año  | Categoría              | Película                       | Resultado |
| ---- | ---------------------- | ------------------------------ | --------- |
| 1970 | Mejor actor de reparto | They Shoot Horses, Don't They? | Nominado  |

### Premios Emmy
- Nominado: Actuación destacada de un actor en un papel principal, The Neon Ceiling (1971)

### Kansas City Film Critics Circle Awards 1970
- Ganador: Mejor actor secundario, They Shoot Horses, Don't They? (1971)

### Laurel Awards
- Nominado: Actuación masculina en comedia, Teacher's Pet (Enséñame a querer) (4.º lugar, 1958)
- Ganador: Mejor Actor Secundario, The Tunnel of Love (Mi marido se divierte) (1959)
- Ganador: Mejor Actor Secundario, That Touch of Mink (Suave como visón) (1963)